# La Servante et le Samouraï
Pour plus de détails, voir Fiche technique et Distribution.
La Servante et le Samouraï (隠し剣 鬼の爪, Kakushi-ken: Oni no tsume) est un film japonais réalisé par Yōji Yamada, sorti en 2004.
Ce film appartient à une trilogie dont Le Samouraï du crépuscule constitue le premier volet, le troisième opus étant Amour et Honneur.

## Synopsis
Dans le  Japon du milieu du XIXe siècle, en fin de période Edo, entre le shogunat Tokugawa finissant et la restauration de l’Empereur Meiji (明治天皇, Meiji Tennō) en 1868 (l'ère Meiji), la décadence de la caste des samouraïs est perceptible jusqu'au petit domaine d’Unasaka, où vivent trois d'entre eux, Munezō Katagiri, Samon Shimada et Yaichirō Hazama. Tandis que ce dernier part pour Edo, où il espère encore réussir une grande carrière, Munezō Katagiri et Samon Shimada se contentent d'une modeste rente de samouraï à Unasaka, qui leur permet de mener une existence décente mais sobre.
Les déconvenues se succèdent toutefois, y compris pour l'ambitieux Yaichirō Hazama qui prend part à un complot qui va ébranler son clan. Il est confondu et condamné à la détention à perpétuité dans des conditions particulièrement inhumaines. Il s’échappe cependant de son lieu de détention et défie alors l’autorité du clan. Le clan ordonne à Munezō Katagiri d’exécuter son ancien camarade de sabre Yaichirō Hazama devenu dès lors rebelle  à son autorité. À partir de là, Munezō Katagiri va se trouver écartelé  entre son devoir de loyauté vis-à-vis de son  clan et la fidélité due à son compagnon de sabre Yaichirō Hazama en vertu du bushido (Code d’honneur des samouraïs). Il se convainc alors de la possibilité de laisser une porte de sortie honorable, conforme à la voie du bushido en envisageant de persuader Yaichirō Hazama de se faire seppuku (suicide par incision du ventre).
Mais Munezō Katagiri est confronté à une autre crise plus déstabilisante encore. En effet, secrètement amoureux de la servante Kie, appartenant à une caste inférieure, il va devoir finalement choisir entre la fidélité à sa caste, qui proscrit les mésalliances et lui impose un mariage endogame, et donc le renoncement à son amour, ou la fidélité à son sentiment d’amour, qui lui impose par conséquent de déroger et donc de renoncer à son rang de samouraï. Jusqu’où le conduira son intégrité ?

## Fiche technique
- Titre : La Servante et le Samouraï
- Titre original : 隠し剣 鬼の爪 (Kakushi-ken: Oni no tsume?)[1]
- Titre anglais : The Hidden Blade
- Réalisation : Yōji Yamada
- Scénario : Yoshitaka Asama et Yōji Yamada
- Photographie : Mutsuo Naganuma (ja)
- Montage : Iwao Ishii (ja)
- Décors : Mitsuo Degawa et Yoshinobu Nishioka (ja)
- Éclairages : Gengon Nakaoka
- Son : Kazumi Kishida (ja)
- Musique : Isao Tomita
- Production : Hiroshi Fukazawa
- Pays de production :  Japon
- Langue originale : japonais
- Format : couleur — 35 mm — 1,85:1 — Dolby Digital
- Genre : chanbara ; drame
- Durée : 131 minutes[1]
- Dates de sortie :
  - Japon : 30 octobre 2004[1]
  - France : 9 novembre 2005[2]

## Distribution
- Masatoshi Nagase : Munezō Katagiri
- Takako Matsu : Kie
- Hidetaka Yoshioka : Samon Shimada
- Yukiyoshi Ozawa : Yaichirō Hazama
- Tomoko Tabata : Shino Katagiri
- Reiko Takashima : l'épouse de Hazama
- Sachiko Mitsumoto : Mme Iseya
- Kunie Tanaka : Kanbē Katagiri
- Chieko Baishō : Mme Katagiri
- Min Tanaka : Kansai Toda
- Nenji Kobayashi : Ogata
- Makoto Akatsuka

## Distinctions

### Récompenses
- Prix de la meilleure actrice pour Takako Matsu, lors des Hochi Film Awards 2004[3]
- Prix des meilleurs décors (Mitsuo Degawa et Yoshinobu Nishioka (ja)), lors des Japan Academy Prize 2005[4]
- Prix du meilleur second rôle féminin (Tomoko Tabata), lors des Prix du film Mainichi 2005[5]

### Nominations et sélection
- Sélection en compétition officielle pour l'Ours d'or lors du Festival de Berlin 2005[6]
- Nominations aux prix du meilleur film, du meilleur réalisateur (Yōji Yamada), du meilleur scénario (Yoshitaka Asama et Yōji Yamada), du meilleur acteur (Masatoshi Nagase), de la meilleure actrice (Takako Matsu), du meilleur second rôle masculin (Hidetaka Yoshioka), de la meilleure musique (Isao Tomita), de la meilleure photographie (Mutsuo Naganuma (ja)), du meilleur éclairage (Gengon Nakaoka), du meilleur son (Kazumi Kishida (ja)) et du meilleur montage (Iwao Ishii (ja)), lors des Japan Academy Prize 2005[4]